# Cromidon hamulosum
Cromidon hamulosum är en flenörtsväxtart som först beskrevs av Ernst Meyer, och fick sitt nu gällande namn av O.M. Hilliard. Cromidon hamulosum ingår i släktet Cromidon och familjen flenörtsväxter. Inga underarter finns listade i Catalogue of Life.